# Fardado
"Fardado" é um single da banda de rock Titãs, cantada e composta por Sérgio Britto. A música foi produzida por Rafael Ramos e uma prévia foi lançada em abril de 2014, como download digital junto com a pré-venda do álbum Nheengatu, lançado dia 12 de maio de 2014.
A faixa faz críticas à polícia, e é vista por alguns como uma atualização de "Polícia", faixa presente no disco Cabeça Dinossauro, lançado pela banda em 1986 e que também criticava a corporação.

## Letra
O verso que abre a canção ("Você também é explorado - fardado!") foi inspirada em uma faixa vista durante as manifestações de junho de 2013 no Brasil, segurada por uma garota em frente a um batalhão da polícia militar, com os dizeres: "Fardado, você também é explorado".
O guitarrista Tony Bellotto afirmou em entrevista que as faixas fazem críticas parecidas, embora tenham enfoques diferentes. Ele explicou:
| “ | Desde "Polícia", em 86, já havia a ideia de dizer que a polícia é necessária, óbvio. Não se imagina uma sociedade sem ela, mas o que a gente percebe no Brasil ainda hoje, infelizmente, é uma polícia, muitas vezes, truculenta, não preparada para exercer sua função. Uma polícia que também é, às vezes, explorada. | ” |

O tecladista, vocalista e baixista Sérgio Britto, co-autor da faixa, complementou explicando que a ideia da música é focar no fato de que policiais também são vítimas de exploração e, portanto, não deveriam reprimir manifestações de outros explorados.
| “ | Isso é um enfoque um pouco diferente, mas a instituição talvez, como tudo no Brasil, tenha melhorado. No entanto, à medida que a democracia vai se aprimorando, os desafios são maiores. Manifestações no Brasil como têm acontecido não costumavam acontecer, e é preciso que se tenha uma polícia preparada para lidar com isso. | ” |

Em outra entrevista, ele afirmou:
| “ | Elas se parecem na medida que o Brasil não mudou muito nesses anos todos. As situações se repetem, outras mudaram para pior. "Fardado" é mais sobre a cidadania, reflete a maneira da população encarar a polícia. | ” |

Em seu blog pessoal, ele publicou um texto de esclarecimento em resposta a críticas que teriam acusado a banda de fazer apologia ao crime ou de querer denegrir gratuitamente a imagem da corporação.

## Vídeo
O single recebeu um vídeo, dirigido por Oscar Rodrigues Alves, que codirigiu o documentário da história da banda, Titãs - A Vida Até Parece Uma Festa. Nele, os membros aparecem vestidos como palhaços em referência ao sentimento da população com seus direitos. A temática foi sugestão de Oscar, que queria que o vídeo apresentasse uma interpretação menos óbvia da letra, ou seja, sem referências diretas às manifestações de 2013. A ideia das máscaras seria adotada posteriormente na turnê de divulgação do álbum.

## Faixas
| N.º | Título    | Música                     | Duração |  |
| 1.  | "Fardado" | Sérgio Britto/Paulo Miklos | 2:29    |  |

## Créditos
- Sérgio Britto - vocal
- Paulo Miklos - guitarra, backing vocals
- Tony Bellotto - guitarra
- Branco Mello - baixo, backing vocals

Músico de apoio
- Mario Fabre - bateria